# Рибаи бин Аамер

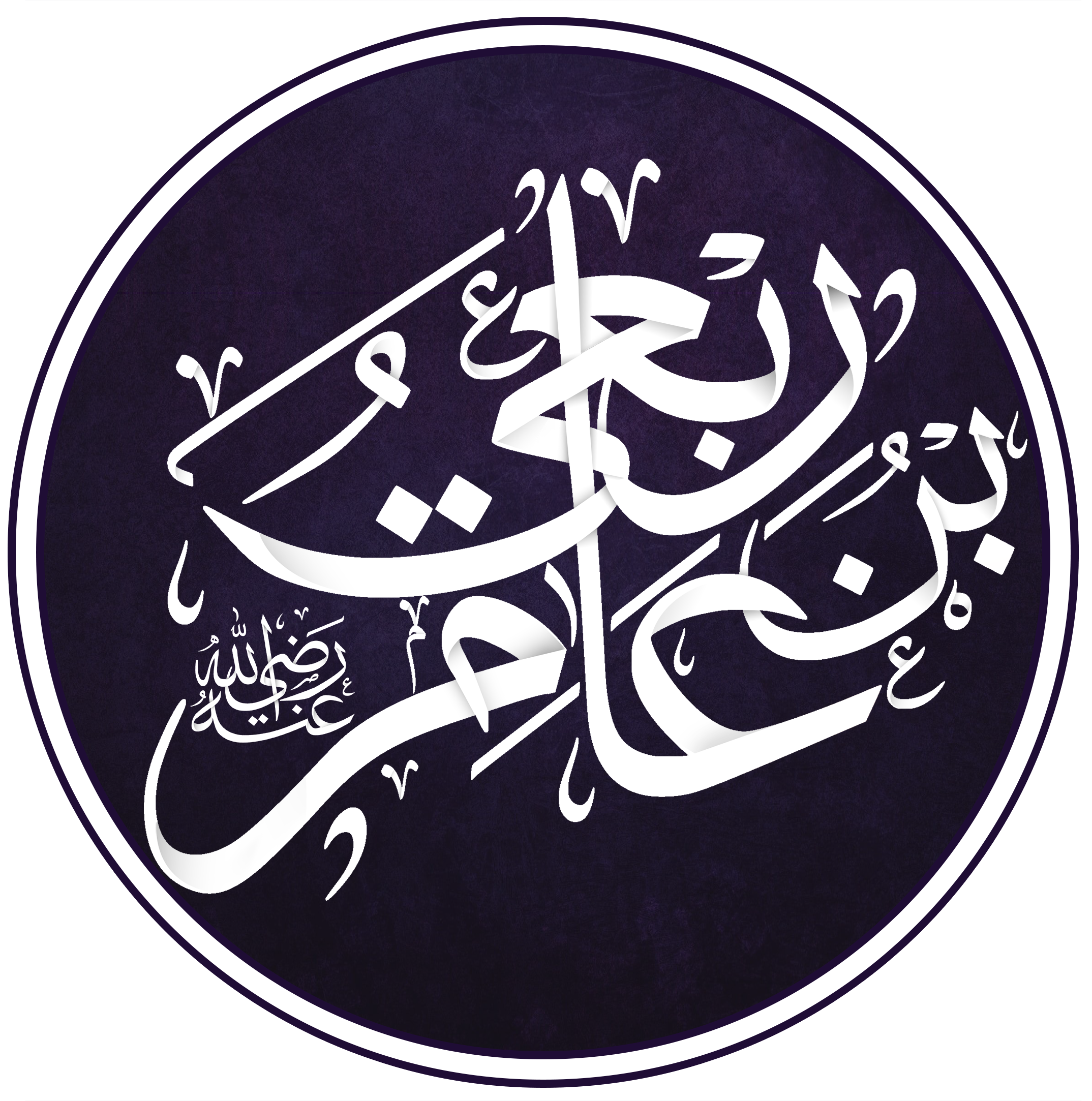
Каллиграфический логотип имени Рибаи бин Аамера, да будет доволен им Аллах Субханаху уа Тааля

Рибаи бин Аамер бин Халид бин Амр аль-Асиди аль-Амрави аль-Тамими — сподвижник пророка Мухаммада, один из участников исламского завоевания Персии середины VII века. Он не был командиром в исламской армии, но был шейхом своего племени.
В преддверии битве при Кадисии Рибаи бин Аамер выступал в роли переговорщика со стороны мусульманской армии к главнокомандующему Персидской армией Рустаму Фаррохзаду.

## Переговоры с персами
Рибаи бин Аамер сам вызвался отправиться на переговоры, которые инициировал Рустам Фаррохзад. Задачей подобных переговоров зачастую являлись представление ислама немусульманам и донесение приглашения к принятию ими ислама. Рибаи бин Аамер предложил  консептуально новый образ переговорщиков, а именно: аскетичный образ, сказав Саад ибн Абу Ваккасу: "Поистине персы — народ хвастливый, и если мы поступим также, то они подумают, что мы им уподобляемся. Моё мнение: пошли им всего лишь одного (вместо отряда) и они почувствуют буд-то мы не замечаем их (умаляем их значение, пренебрегаем ими)." Саад ибн Абу Ваккас спросил его: "Кого же послать?" Рибаи бин Аамер ответил: "Меня пошлите."
И действительно, Рибаи бин Аамер отправился на переговоры верхом на "кляче с коротким хвостом"( на дешёвой лошади), одевшись в кольчугу и простую одежду: ветхую, но чистую. Он подвязал свой меч тем, что было у него в качестве трофея от предыдущих боёв с персами, желая тем самым сказать: "то, что было вашим, по воле Аллаха (, Преславного и Возвышенного,) уже стало моим, и так будет вновь." Кроме того, с собой у него были лук, стрелы и щит из пальмовых ветвей. У него были длинные волосы и он заплёл их в четыре тугие косы.
Когда он пришёл к персам, то он отказал им в их требовании снять с себя оружие, сказав: "вы меня пригласили, поэтому либо я захожу, как есть, либо ухожу" и Рустам Фаррохзад позволил ему войти вооружёным. Рибаи бин Аамер зашёл в его большой шатёр даже вместе с лошадью, прошёл с ней через ковёр, устилавший землю в этом шатре, и уселся на земле, желая продемонстрировать своё принебрежительное отношение к мирской роскоши.

### Диалог Рибаи бин Аамера с главнокомандующим персидской армией
Рустам начал диалог:
— Зачем ты сел на землю?
— Нам не нравится сидеть на ваших украшениях.
— Что вас привело?
Тогда Рибаи бин Аамер сказал своё великое слово:
— Аллах (, Преславный и Возвышенный,) послал нас, чтобы вывести рабов своих из поклонения таким же рабам, как они, и привести их к поклонению Господу всех рабов; из несправедливости сект — к  справедливости ислама; и от тесноты этого мира — к широте и простору этого и следующего миров.
Если кто решит принять ислам, то мы того будем считать на ровне с нами. Если не принимает ислам, то тогда мы можем принять от него джизью — будет платить подать каждый год. А если он откажется платить джизью, то мы будем сражаться с ним, пока Аллах (, Преславный и Возвышенный,) не даст нам победу.
Тогда Рустам возразил ему:
— Но возможно вы не доживёте до этого.
— Аллах (, Преславный и Возвышенный,) нам обещал рай тем из нас, кто умрёт на этом пути, а тому, кто останется всё равно будет победа.
— Я услышал, что ты сказал. Ты бы не хотел нам дать отсрочку, чтобы мы посоветовались с нашими полководцами, с нашими семьями?
— Да. Сколько хочешь дам: день или два?
— Нет, дай нам больше: я хочу ещё поговорить с нашими правителями в столице.
— Наш Посланник Аллаха(, да благославит его Аллах и приветствует,) велел нам давать не больше трёх дней на раздумья. Я дам три дня, после этого: выбирай ислам или плати подать. Тогда, если ты будешь нуждаться в нашей помощи, то мы поможем тебе с нашим войском, если нет, то мы уйдём; или же сражение в четвёртый день. Гарантирую, что мы не начнём сражение раньше четвёртого дня.
— Как ты можешь гарантировать? Ты что их, господин?
— Нет, я обычный рядовой из армии, но даже самый маленький из нас может давать безопасность человеку, чтобы его не трогал никто из больших из нас. (Стратегией Рибаи бин Аамера было не дать знать, что он шейх своего племени, а показать, что к ним на переговоры послали обычного рядового).
Затем Рибаи бин Аамер удалился.
Рустам Фаррохзад обратился к своей знати: "вы видели его разговор, силу, уверенность?" На что его обвинили в трусости.
На следующий день Рустам Фаррохзад снова послал к мусульманам, прося прислать Рибаи бин Аамера для переговоров, но Саад ибн Абу Ваккас решает послать другого, чтобы это было справедливо по отношению к его подчинённым.